# صدای آزادی (فیلم)
صدای آزادی (انگلیسی: Sound of Freedom) فیلم دلهره‌آورِ جنایی آمریکایی محصول ۲۰۲۳ به کارگردانی و نویسندگی مشترکِ آلخاندرو مونته‌برده است. در این فیلم جیمز کاویزل، میرا سوروینو و بیل کمپ ایفای نقش می‌کنند. کاویزل نقش تیم بالارد را ایفا می‌کند: مأمور دولتی سابق که مأموریتی را برای نجات کودکان از دست قاچاقچیان جنسی در کلمبیا در پیش می‌گیرد. تهیه‌کنندگی این فیلم بر عهدهٔ ادواردو برساتگی بود که نقشی را نیز در این فیلم بازی کرده‌است. داستان آن اساساً به عملیات زیرزمینی راه‌آهنِ تیم بالارد می‌پردازد.
صدای آزادی در ۴ ژوئیهٔ ۲۰۲۳ به‌وسیلهٔ انجل استودیوز منتشر شد. این فیلم به‌تدریج موفقیت تجاری بیشتری کسب کرد و به یکی از موفق‌ترین فیلم‌های مستقل تبدیل شد. صدای آزادی بیش از ۲۵۰ میلیون دلار در جهان فروش داشت، در حالی که بودجهٔ ساخت آن ۱۴٫۵ میلیون دلار بوده‌است. این فیلم نقدهای ضد و نقیضی از طرف منتقدان گرفت، اگرچه واکنش مخاطبان به‌شدت مثبت بود.

## بازخورد

### گیشه
تا ۳۰ نوامبر ۲۰۲۳، صدای آزادی ۱۸۴٫۲ میلیون دلار در ایالات متحده و کانادا و نیز ۶۶ میلیون دلار در سایر کشورها فروش داشته‌است که فروش جهانی آن در کل به ۲۵۰٫۲ میلیون دلار رسیده‌است. این نهمین فیلم پرفروش سال ۲۰۲۳ در ایالات متحده و کانادا است. تا اواخر اوت ۲۰۲۳، این فیلم «یکی از موفق‌ترین فیلم‌های مستقل تاریخ» محسوب می‌شد.

### واکنش منتقدان
در وبگاه جمع‌آوری نقد راتن تومیتوز، ٪۵۷ از ۸۲ بررسی منتقدان مثبت است و میانگینِ امتیاز آن ۵٫۹/۱۰ است. اجماع این وبگاه چنین می‌نویسد: «صدای آزادی فراخوانی مؤثر و هیجان‌انگیزی برای اقدام علیه قاچاق انسان است، اما در نمایش موضوع اصلی حساس، فاقد مسائل نیست.» این فیلم در متاکریتیک که از میانگین وزنی استفاده می‌کند، بر اساس نظر ۱۱ منتقدین امتیاز ۳۶ از ۱۰۰ را کسب کرده که نشان‌گر «نقدهای عموما نامطلوب» است.

### وابستگی به تئوری‌های توطئه کیوانان
در حالی که در صدای آزادی به هیچ یک از تئوری توطئه کیوانان اشاره نشده‌است، منتقدان و کارشناسان مبارزه با قاچاق عقیده داشته‌اند که این فیلم در نمایش واقعیتِ بهره‌برداری از کودکان اغراق کرده‌است و سبب افزایش تئوری‌های توطئه کیوانان شده‌است، یعنی اشاره به «اعتقادی که گروه اصلی از نخبگان شیطان‌پرست جهان را اداره می کنند».